# Труба (Новоузенский район)
Труба —хутор в Новоузенском районе Саратовской области в составе сельского поселения Алгайское муниципальное образование. 

## География
Находится на расстоянии примерно 30 километров по прямой на юг от районного центра города Новоузенск.

## История
Официальная дата основания 1926 год.

## Население
Постоянное население составило 176 человек (казахи 99%) в 2002 году, 110 в 2010.